# Сборная Кирибати по мини-футболу
Сборная Кирибати по мини-футболу — национальная команда по мини-футболу, представляющая Кирибати в международных соревнованиях. Управляется Футбольной ассоциацией Кирибати.

## История
Футбольная ассоциация Кирибати, основанная в 2011 году, не входит в ОФК и ФИФА, но с 2016 года состоит в ConIFA. В связи с этим сборная Кирибати не участвует в основных международных турнирах — чемпионате мира, чемпионате Океании и других.
Тем не менее в 2011 году сборная Кирибати впервые выступила в чемпионате Океании в Фиджи. На групповом этапе она проиграла все три матча против сборных Вануату (2:9), Новой Зеландии (1:21) и Фиджи (3:22). Заняв последнее место в группе, кирибатийцы в стыковом матче за 7-8-е места победили сборную Тувалу (3:2).
В 2024 году сборная Кирибати выступала в международном турнире Outrigger Challenge Cup в Маджуро, организованном Федерацией футбола Маршалловых Островов. Первая сборная Кирибати на групповом этапе победила Маршалловы Острова (8:0) и Микронезию (15:2). В другой группе вторая сборная Кирибати выиграла у второй сборной Маршалловых Островов (9:2) и второй сборной Микронезии (8:0). В полуфинале первая сборная Кирибати победила вторую (5:3), а в финале взяла верх над Маршалловыми Островами (6:2). Вторая сборная Кирибати в матче за 3-4-е места разгромила Микронезию (15:1). Лучшим игроком турнира был признан кирибатиец Матаките Таэа, лучшим снайпером в 18 мячами стал Банагао Бакабане.

## Результаты выступлений

### Чемпионат Океании
- 2011 — 7-е